# Crysis 3
Crysis 3 är en förstapersonsskjutare utvecklat av Crytek och gavs ut av Electronic Arts. Det är det tredje spelet i Crysis-serien och en uppföljare till Crysis 2 från 2011. Spelet släpptes i februari 2013 till Microsoft Windows, Playstation 3 och Xbox 360. Spelet använder sig av spelmotorn CryEngine 3.
Spelet var ett av de mest efterlängtade kommande spelen år 2013. Crysis 3 har vunnit ett antal utmärkelser, bland annat PC Gamers Most Valuable game, Game Informers Best of Show och Electric Playground Best of E3. 15 oktober 2021 släpptes spelet i nyutgåva med titeln Crysis Remastered 3 till Windows, Playstation 4, Xbox One och Nintendo Switch.

## Handling
Spelarna tar på sig rollen som 'Prophet' när han återvänder till New York år 2047, 24 år efter händelserna i Crysis 2. Staden har varit innesluten i en gigantisk Nanodome (Nanokupol) byggt av det korrupta militärföretaget CELL Corporation. New York City Liberty Dome är en veritabel urban regnskog där det vimlar av igenvuxna träd, täta träskmarker och rasande floder. Prophet sägs vara på ett "hämnduppdrag" efter att ha avslöjat sanningen bakom CELL:s motiv att bygga New Yorks karantän. New Yorks medborgare fick reda på att den gigantiska stadsstrukturen restes för att beskydda befolkningen och att rengöra denna metropol från den utomjordiska rasen Ceph. Men egentligen är denna Nanodome en kraftkälla som CELL använder för att skaffa utomjordisk teknologi och energi dold i sin strävan att skaffa global dominans genom skuldslaveri.